# みよし市勤労文化会館
みよし市勤労文化会館は、愛知県みよし市三好町大慈山1-1にある多目的ホール。

## 概要
みよし市ふるさと会館を敷地内に併設。愛称はカネヨシプレイス（旧・文化センターサンアート）。
みよし市の文化芸術の拠点であり、みよし市民の文化振興と福祉の増進を図るための施設。また、ミュージカル、音楽コンサート、芸能発表会、お茶会、落語など良質な文化事業を多く行なっており、市民の認知や関心度は高い。大ホールで行われる興行は早期満席（完売）になることが多い。

## 沿革
- 1993年（平成5年）7月8日 - 西加茂郡三好町（当時）三好に三好町勤労文化会館として開館[1]。
- 2010年（平成22年） - 市制施行により現名称に変更。
- 2010年（平成22年） - 指定管理者として豊田市に本社をおくホーメックス㈱が委託される[1]。
- 2020年（令和2年）7月 - 大規模改修工事が行われるため、2021年（令和3年）10月末まで休館。
- 2021年（令和3年）11月 - リニューアルオープン。
- 2022年（令和4年）9月 - みよし市ネーミングライツ導入の結果、愛称を文化センターサンアートからカネヨシプレイスに変更。

## 施設
建物は鉄筋コンクリート2階建て
- 大ホール：1033席（車いす5席）
- 小ホール：421席（車いす3席、親子席8席）
- 楽屋（1階）：8部屋
- レセプションホール（1階）
- 研修室（1階）
- 和室（2階）
- スタジオ（2階）
- 軽運動室（2階）
- レストラン（1階）：ミルトス

## 交通アクセス
- 名古屋市営地下鉄鶴舞線・名鉄豊田線 赤池駅または名鉄三河線 豊田市駅より名鉄バス（衣ヶ原経由）に乗車、「サンアート前」バス停下車。
- 愛知県道218号和合豊田線沿い。